# فريدريك أمير ويلز

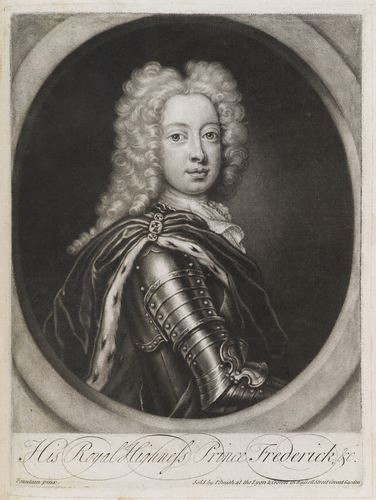
الأمير فريدريك عام 1724م.

فريدريك لويس أمير ويلز (1 فبراير 1707 - 20 مارس 1751) ولي عهد العرش البريطاني منذ 1727م وحتى وفاته. كان فريدريك الابن الأكبر بين أبناء جورج الثاني وكارولين أميرة أنسباخ وهو والد جورج الثالث أيضًا. وطبقًا لمرسوم التولية المُصدق عام 1701م، فقد كان فريدريك على رأس قائمة الخلافة على العرش البريطاني، وقد انتقل إلى بريطانيا العظمى على إثر تولي والده عرش بريطانيا وأصبح أميرًا على ويلز. ومات فريدريك قبل والده، وإبان موت والده في 25 أكتوبر 1760م، انتقل العرش إلى ابنه الأكبر جورج الثالث.
يعتبر فريدريك لويس أخر أمير يحمل اللقب ولا يصل إلى العرش.

## روابط خارجية
- فريدريك أمير ويلز على موقع الموسوعة البريطانية (الإنجليزية)